# Leyes de Faxén
En fluidodinámica, las leyes de Faxén relacionan la velocidad de una esfera con una velocidad angular, con las fuerzas, el par, la tensión y el flujo que experimenta en condiciones de bajo número de Reynolds o flujo de arrastre.

## Primera ley
La primera ley de Faxen fue introducida en 1922 por el físico sueco Hilding Faxén, que en ese momento estaba activo en la Universidad de Uppsala, y está dada por la siguiente ecuación:
| Símbolo                                | Nombre |
| -------------------------------------- | --- |
| {\displaystyle \mathbf {F} }           | Fuerza que ejerce el fluido sobre la esfera                                                                                         |
| {\displaystyle \mu }                   | Viscosidad newtoniana del medio en el que se coloca la esfera                                                                       |
| {\displaystyle a}                      | Radio de la esfera |
| {\displaystyle \mathbf {U} }           | Velocidad de traslación de la esfera                                                                                                |
| {\displaystyle \mathbf {u} '}          | Velocidad de perturbación causada por las otras esferas en suspensión, no por el flujo de fondo, evaluada en el centro de la esfera |
| {\displaystyle \mathbf {u} ^{\infty }} | Flujo de fondo evaluado en el centro de la esfera establecido como cero en algunas referencias                                      |

También se puede escribir la fórmula anterior de la siguiente forma:
| Símbolo               | Nombre    | Fórmula                                        |
| --------------------- | --------- | ---------------------------------------------- |
| {\displaystyle b_{0}} | Movilidad | {\displaystyle b_{0}=-{\frac {1}{6\pi \mu a}}} |

En el caso de que el gradiente de presión sea pequeño en comparación con la escala de longitud del diámetro de la esfera, y cuando no hay una fuerza externa, los dos últimos términos de esta forma pueden ser despreciables. En este caso, el flujo de fluido externo simplemente no afecta a la esfera.

## Segunda ley
La segunda ley de Faxén está dada por la siguiente ecuación:
| Símbolo                                      | Nombre |
| -------------------------------------------- | --- |
| {\displaystyle \mathbf {T} }                 | Par que ejerce el fluido sobre la esfera                                                                                      |
| {\displaystyle \mathbf {\Omega } }           | Velocidad angular de la esfera                                                                                                |
| {\displaystyle \mathbf {\Omega } ^{\infty }} | Velocidad angular del flujo de fondo, evaluada en el centro de la esfera que puede suponerse nula en algunas interpretaciones |

## Tercera ley
Batchelor y Green derivaron una ecuación para el elemento estresante, dada por:
| Símbolo                                               | Nombre | Fórmula |
| ----------------------------------------------------- | --- | --- |
| {\displaystyle {\boldsymbol {\mathsf {S}}}}           | Tensión (parte simétrica del primer momento de fuerza) ejercida por el fluido en la esfera                      | |
| {\displaystyle {\boldsymbol {\nabla }}\mathbf {u} '}  | Tensor del gradiente de velocidad                                                                               | |
| {\displaystyle \mathrm {T} }                          | Transposición                                                                                                   | |
|                                                       | Velocidad de deformación, o deformación, tensor                                                                 | {\displaystyle {\frac {1}{2}}\left[{\boldsymbol {\nabla }}\mathbf {u} '+({\boldsymbol {\nabla }}\mathbf {u} ')^{\mathrm {T} }\right]}                                                         |
| {\displaystyle {\boldsymbol {\mathsf {E}}}^{\infty }} | Velocidad de deformación del flujo de fondo, evaluada en el centro de la esfera, supuesta cero en algunos casos | {\displaystyle {\boldsymbol {\mathsf {E}}}^{\infty }={\frac {1}{2}}\left[{\boldsymbol {\nabla }}\mathbf {u} ^{\infty }+({\boldsymbol {\nabla }}\mathbf {u} ^{\infty })^{\mathrm {T} }\right]} |

Debe tenerse en cuenta que no hay una tasa de tensión en la esfera (no {\displaystyle {\boldsymbol {\mathsf {E}}}}) ya que se asume que las esferas son rígidas.
La ley de Faxén es una corrección a la ley de Stokes para la fricción en objetos esféricos en un fluido viscoso, válido cuando el objeto se mueve cerca de una pared del contenedor.